# 建瓯市第二中学
福建省建瓯市第二中学，简称「建瓯第二中学」 或 「建瓯二中」，(英文：Jianou No.2 Middle School)，是福建省一所普通全日制中学。2005年被福建省教育厅确认为二级达标高中。